# 五一街道 (乌兰浩特市)
五一街道，是中华人民共和国内蒙古自治区兴安盟乌兰浩特市下辖的一个乡镇级行政单位。

## 行政区划
五一街道下辖以下地区：
天元社区、代钦社区、一环翠社区、胜洪社区和山城路社区。